# Instituto Estatal de Relaciones Internacionales de Moscú
El Instituto Estatal de Relaciones Internacionales de Moscú, cuyo nombre completo es Universidad Estatal de Moscú de Relaciones Internacionales del Ministerio de Asuntos Exteriores de Rusia (en ruso Московский государственный институт международных отношений (университет), abreviado como МГИМО, MGIMO) es un centro docente superior de Rusia, considerado el más prestigioso en el ámbito de las relaciones internacionales. En 2021 ocupó el puesto n.º 1 en "Política y Relaciones Internacionales" en Rusia y el 41.º a nivel mundial, según QS World University Rankings: By Subject. 
Fue fundado en 1943 como una facultad de la primera universidad rusa, la Universidad Estatal de Moscú. En 1944 fue transformado en una universidad autónoma. Ahora cuenta con 20 facultades donde estudian más de 4500 estudiantes, incluyendo estudiantes extranjeros. Los graduados de esta universidad se convierten en diplomáticos, economistas, periodistas, juristas, etc.

## Historia
MGIMO es uno de los más viejos complejos educativos y de instrucción del país en el ámbito de preparación de especialistas a nivel internacional. Como fecha formal de la creación de la universidad se considera el 14 de octubre de 1944, cuando el departamento internacional de la Universidad Estatal de Moscú del nombre de M.V.Lomonósov se convirtió en un instituto independiente. La primera admisión en MGIMO incluyó a 200 estudiantes. Hoy en la universidad de MGIMO estudian casi cuatro mil personas. 
Desde 1946 MGIMO comenzó a enviar a estudiantes a países extranjeros. En los primeros años de su existencia, el instituto contaba sólo con tres facultades: internacional, de economía y de derecho. En 1954, la facultad internacional decidió abrirse a estudios orientales, así ocurrió la fusión con uno de los institutos más antiguos de la capital, el Instituto de Orientalismo de Moscú. Al mismo tiempo, se amplió la facultad de economía, estando orientados los especialistas actuales hacia el comercio exterior y la actividad comercial. 
Desde 1959 la facultad internacional se denomina de relaciones internacionales. Tiene dos ingresos de este y oeste. La facultad de relaciones económicas tiene los ingresos de comercio, logística, monetario y crédito, también tiene clases nocturnas. 
En 1969 se crearon las facultades de periodismo internacional y un curso preparatorio que puede ser de 1 o 2 años y el departamento preparatorio para los estudiantes extranjeros. En 1991 en el instituto se fundaron las facultades de negocios y de administración de empresas, estos especialistas trabajan en los sectores empresariales y ocupan puestos de dirección. Esta facultad acepta pocos estudiantes, es totalmente privada sin plazas públicas. En 1998 se inauguró en la universidad la nueva facultad de politología. Después de obtener el título de Grado, en esta facultad se puede seguir estudiando Politología Comparada o Análisis de procesos políticos mundiales. 
Después de 55 años de funcionamiento, en esta universidad se han graduado con éxito 30 mil personas, entre las cuales se cuentan más de 4 mil representantes de otros países. Ahora son diplomáticos, políticos, empresarios, hombres de Estado destacados.

## Descripción
Es la única universidad del mundo donde se imparte el estudio de más de 50 lenguas extranjeras. Los estudiantes reciben una preparación en más de 20 ramas y especialidades en el ámbito de asuntos exteriores, management, derecho, economía mundial, periodismo, información, etc. Cuenta con 7 facultades, 40 departamentos, aquí trabajan más de 100 catedráticos, 374 ayudantes de cátedra, 500 profesores de nivel profesional alto que, al mismo tiempo, ocupan cargos importantes en la Academia de Ciencias de Rusia y otras instituciones científicas tanto rusas, como extranjeras. 
MGIMO colabora con casi 60 organizaciones estatales, públicas y educativas. Entre ellas podemos nombrar los centros educativos americanos, británicos, franceses, italianos, alemanes, universidades de Madrid, Tokio, Pekín y otras africanas, coreanas, turcas, etc. Los representantes de MGIMO forman parte del trabajo de organizaciones internacionales tales como la Asociación Internacional de Educación, la Escuela Profesional de Asuntos Exteriores, la Asociación Política y Científica, etc. 
Desde 1998, en MGIMO se han celebrado 28 conferencias internacionales también como parte de la colaboración con los centros de investigación. En las conferencias han sido discutidos los siguientes problemas: problemas europeos, la energía atómica en el mundo actual, la defensa y los pronósticos económicos, etc. Los resultados de estas conferencias se han publicado en medios científicos rusos y extranjeros.
El departamento militar ayuda a los jóvenes a analizar y comprender los derechos y las obligaciones que tienen ante el Estado. Este departamento fue creado en 1944. En los últimos 50 años aquí han preparado a centenares de especialistas militares, sobre todo, intérpretes. La preparación militar es voluntaria. El grupo docente está formado por militares cualificados. Este departamento ha sido destacado varias veces como uno de los mejores. Para realizar un trabajo exitoso los estudiantes necesitan gozar de amplios conocimientos en ámbitos diferentes, tener buena memoria, ingeniosidad, saber reaccionar, guardar paciencia y firmeza. Todas estas cualidades son necesarias para el trabajo de diplomáticos, juristas, economistas, empresarios, entonces, los graduados de todas las facultades de MGIMO.
MGIMO tiene 5 residencias estudiantiles. En MGIMO funciona una policlínica propia, bien equipada. Anualmente casi 200 estudiantes salen a las casas de descanso con plazas de MGIMO. 
Los graduados de MGIMO trabajan como especialistas en derecho y dirección de negocios, en organizaciones internacionales, jurídicas y otras, en las embajadas y consulados, bancos, etc. 
MGIMO es famoso no solo por la posibilidad para una persona de poder realizar una carrera exitosa al acabarlo, sino como un centro científico y de investigación. Durante 50 años de existencia en la base de MGIMO se han desarrollado teorías y métodos reconocidos en el mundo entero. Se trata de relaciones internacionales, derecho administrativo y privado, relaciones económicas, preparación lingüística. Por ejemplo, sobre la base de MGIMO funciona el Centro de investigaciones internacionales, fundado en 1974. Su objetivo principal es la realización de investigaciones en problemas de política exterior y diplomacia. Desde 1992 también se ocupa de cuestiones de la política exterior rusa y la de los países de la ex-URSS. 
Hoy aquí estudian más de 4.000 estudiantes de las repúblicas o regiones lejanas de Rusia. La tercera parte de los estudiantes de MGIMO la forman los que no son moscovitas. Hay también decenas de estudiantes de Europa, Asia, América y África.
La Universidad Estatal de Relaciones Internacionales (en base al Ministerio de Asuntos Exteriores de la Federación Rusa).

## Plan de estudios
El proceso de enseñanza consiste en una formación de 4 años de duración (obteniendo el título de “grado”, según la nomenclatura en España, o "bachiller" en Puerto Rico, Perú, Costa Rica y Chile), de 5 (el de “especialista”) y de 6 (el de "máster”). Así, después de los 4 años de estudios, el estudiante puede elegir un programa de acuerdo con sus preferencias. 
Además de las facultades diurnas, se puede entrar en la sucursal vespertina de la facultad de relaciones económicas internacionales. 
La base de la enseñanza lo constituye el Plan de Estudios que es obligatorio para todos. Al acabarlo, los estudiantes reciben diplomas de enseñanza superior. El plan consiste en un conjunto de asignaturas necesarias y diferentes para cada facultad. Pero primeramente está prevista la preparación en lenguas, por eso en cada facultad obligatoriamente se aprenden dos idiomas. Además cada estudiante tiene el derecho de estudiar cursos complementarios sobre temas de su interés, si puede pagarlo (puede hacerlo en grupo cuando todos comparten los gastos o de manera individual), y asistir a clases de otros idiomas. En el proceso de  formación, los estudiantes tienen la posibilidad de usar la base científica y de investigación que son la Biblioteca, 7 clases con ordenadores, la sala de Internet gratis, laboratorios linguafónicos, clases de multimedia. El momento más importante para los chicos – en la universidad existe el departamento militar donde se puede aprender una especialización más de intérprete militar. Así los chicos pueden elevar su nivel en lenguas y aprender términos técnicos y castrenses. 
Al acabar los 4 años de estudios y habiendo obtenido el título de Grado, se puede seguir con la formación pudiendo cada estudiante elegir entre dos opciones – seguir con el curso de máster (de 2 años) o el de especialista (de 1 año). Los programas son diferentes para cada dirección. La preparación del especialista incluye medio año de asignaturas especiales, práctica y la redacción de un trabajo para la obtención del diploma. El curso de máster prevé unos estudios más profundizados en idiomas, unas disciplinas correspondientes y el trabajo fin de máster. El segundo año se dedica a las prácticas y a la escritura de la tesis magisterial. 
Tienen buenas perspectivas los estudiantes que quieran estudiar en el extranjero. Se realizan muchos programas conjuntos de nuestra universidad con centros educativos extranjeros. Se trata, por ejemplo, del programa “Política mundial” desarrollada por rusos y franceses, el programa educativo de derecho europeo en el marco de la Unión Europea, etc. Además existen unos programas de lenguas con una duración e intensidad diferentes que prevén el aprendizaje de un idioma nuevo o estudios profundizados.